# Saint-Germain-des-Prés (Maine e Loira)
Saint-Germain-des-Prés è un comune francese di 1 384 abitanti situato nel dipartimento del Maine e Loira nella regione dei Paesi della Loira.

## Società

### Evoluzione demografica
Abitanti censiti